# طعام

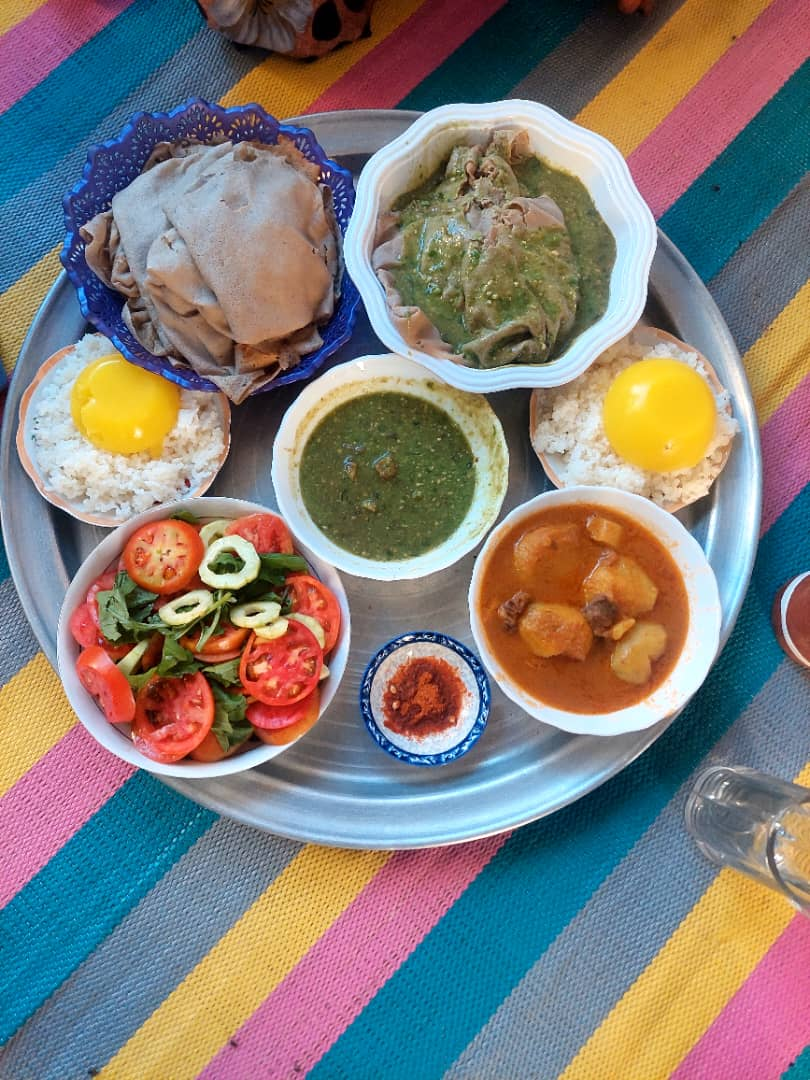

كثر استخدام رمز الشوكة والسكين للدلالة على المطعم

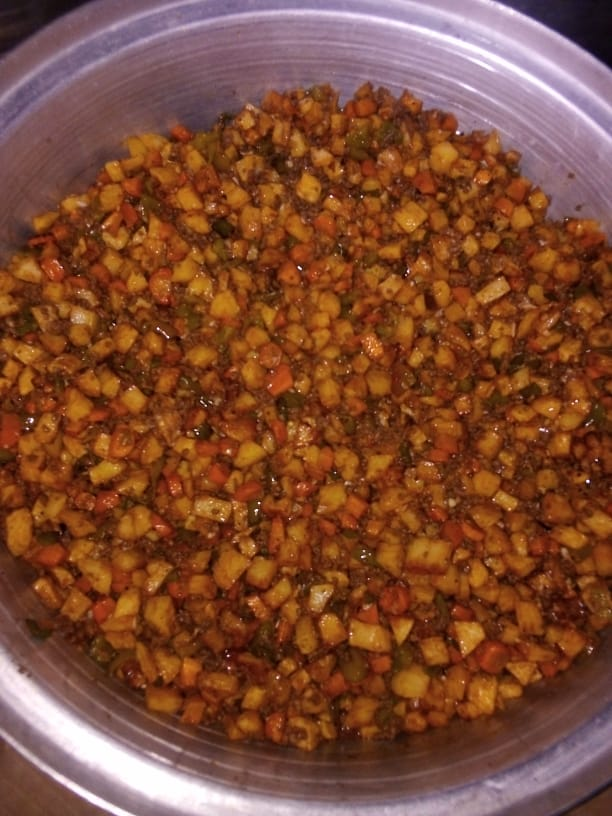

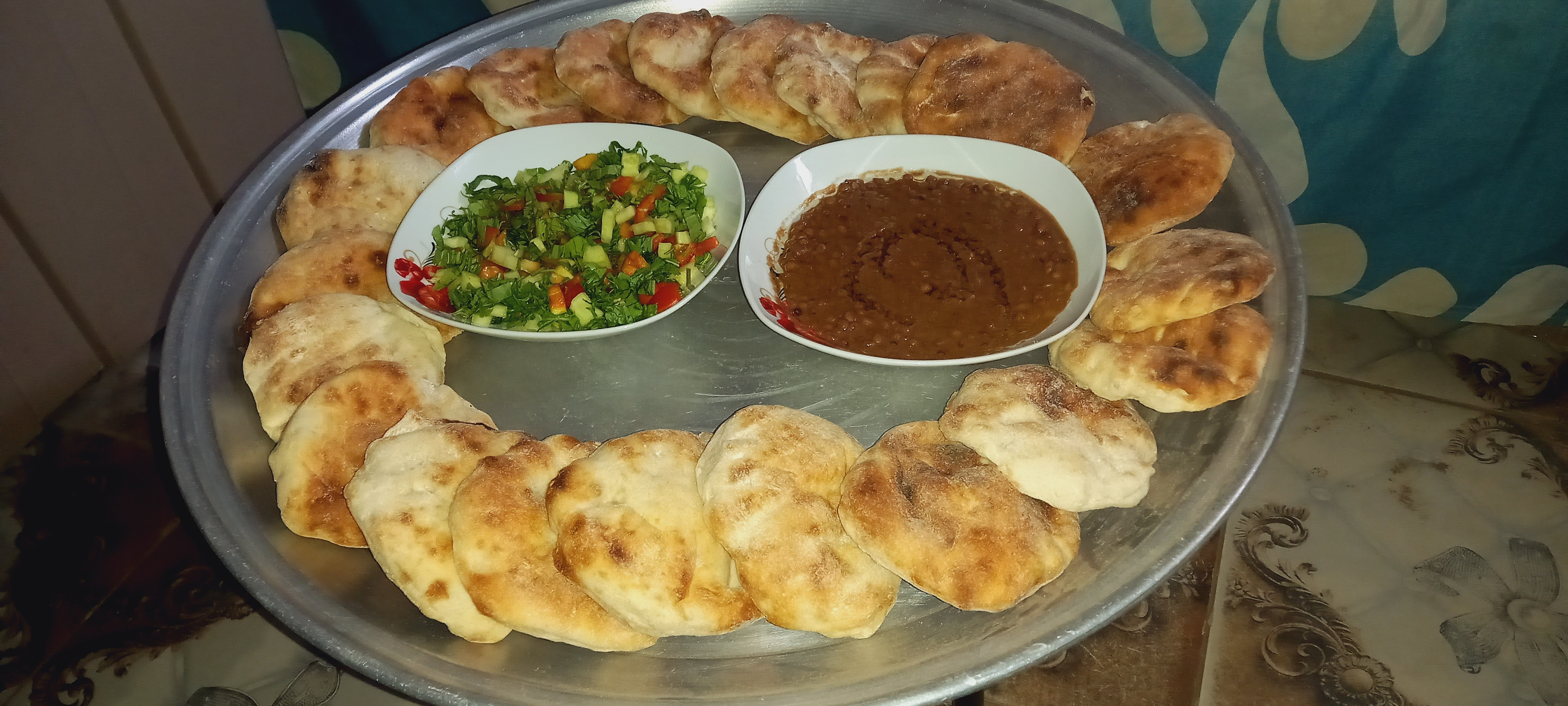

الغذاء هو أي مادة  يتم استهلاكها لتوفير الدعم الغذائي للكائن الحي. عادة ما يكون الطعام من أصل نباتي أو حيواني أو فطري، ويحتوي على العناصر الغذائية الأساسية، مثل الكربوهيدرات أو الدهون أو البروتينات أو الفيتامينات أو المعادن. يتم ابتلاع المادة من قبل كائن حي واستيعابها بواسطة خلايا الكائن الحي لتوفير الطاقة أو الحفاظ على الحياة أو تحفيز النمو. الأنواع المختلفة من الحيوانات لها سلوكيات تغذية مختلفة تلبي احتياجات عمليات الأيض الفريدة الخاصة بها، وغالبًا ما تتطور لملء مكانة بيئية معينة ضمن سياقات جغرافية محددة.
البشر النهمون قادرون على التكيف بدرجة كبيرة وقد تكيفوا للحصول على الغذاء في العديد من النظم البيئية المختلفة. تاريخياً، كان البشر يؤمنون الغذاء من خلال طريقتين رئيسيتين: الصيد والجمع والزراعة. مع زيادة التقنيات الزراعية، استقر البشر في أنماط الحياة الزراعية مع النظم الغذائية التي شكلتها الفرص الزراعية في جغرافيتهم. أدت الاختلافات الجغرافية والثقافية إلى إنشاء العديد من المأكولات وفنون الطهي، بما في ذلك مجموعة واسعة من المكونات والأعشاب والتوابل والتقنيات والأطباق. نظرًا لاختلاط الثقافات من خلال قوى مثل التجارة الدولية والعولمة، أصبحت المكونات متاحة على نطاق واسع خارج أصولها الجغرافية والثقافية، مما أدى إلى تبادل عالمي للتقاليد والممارسات الغذائية المختلفة
واليوم، فإن معظم الطاقة الغذائية التي يحتاجها سكان العالم الذين يتزايدون باستمرار تتيحها صناعة الأغذية الصناعية، التي تنتج الأغذية بزراعة مكثفة وتوزعها من خلال نظم معقدة لتجهيز الأغذية وتوزيع الأغذية. ويعتمد نظام الزراعة التقليدية هذا اعتماداً كبيراً على الوقود الأحفوري، وهو ما يعني أن النظام الغذائي والزراعي يشكل واحداً من المساهمين الرئيسيين في تغير المناخ، وهو النظام المسؤول عن ما يصل إلى 37% من إجمالي انبعاثات غازات الدفيئة. ويمثل التصدي لكثافة الكربون في النظام الغذائي ونفايات الأغذية تدابير هامة للتخفيف في الاستجابة العالمية لتغير المناخ.
النظام الغذائي له تأثيرات كبيرة على مجموعة واسعة من القضايا الاجتماعية والسياسية الأخرى بما في ذلك: الاستدامة، والتنوع البيولوجي، والاقتصاد، والنمو السكاني، وإمدادات المياه، والحصول على الغذاء. الحق في الغذاء هو حق من حقوق الإنسان مستمد من العهد الدولي الخاص بالحقوق الاقتصادية والاجتماعية والثقافية، الذي يقر "بالحق في مستوى معيشي لائق، بما في ذلك الغذاء الكافي"، وكذلك " الحق الأساسي في التمتع بالحرية". من الجوع ". وبسبب هذه الحقوق الأساسية، غالبًا ما يكون الأمن الغذائي أحد أنشطة السياسة الدولية ذات الأولوية ؛ على سبيل المثال، الهدف 2 من أهداف التنمية المستدامة "القضاء على الجوع" هو القضاء على الجوع بحلول عام 2030. تتم مراقبة سلامة الغذاء والأمن الغذائي من قبل الوكالات الدولية مثل الرابطة الدولية لحماية الأغذية، ومعهد الموارد العالمية، وبرنامج الأغذية العالمي، ومنظمة الأغذية والزراعة، والمجلس الدولي لمعلومات الأغذية، وغالبًا ما تخضع للتنظيمات الوطنية من قبل المؤسسات، مثل الغذاء وإدارة الأدوية في الولايات المتحدة.

### الماء

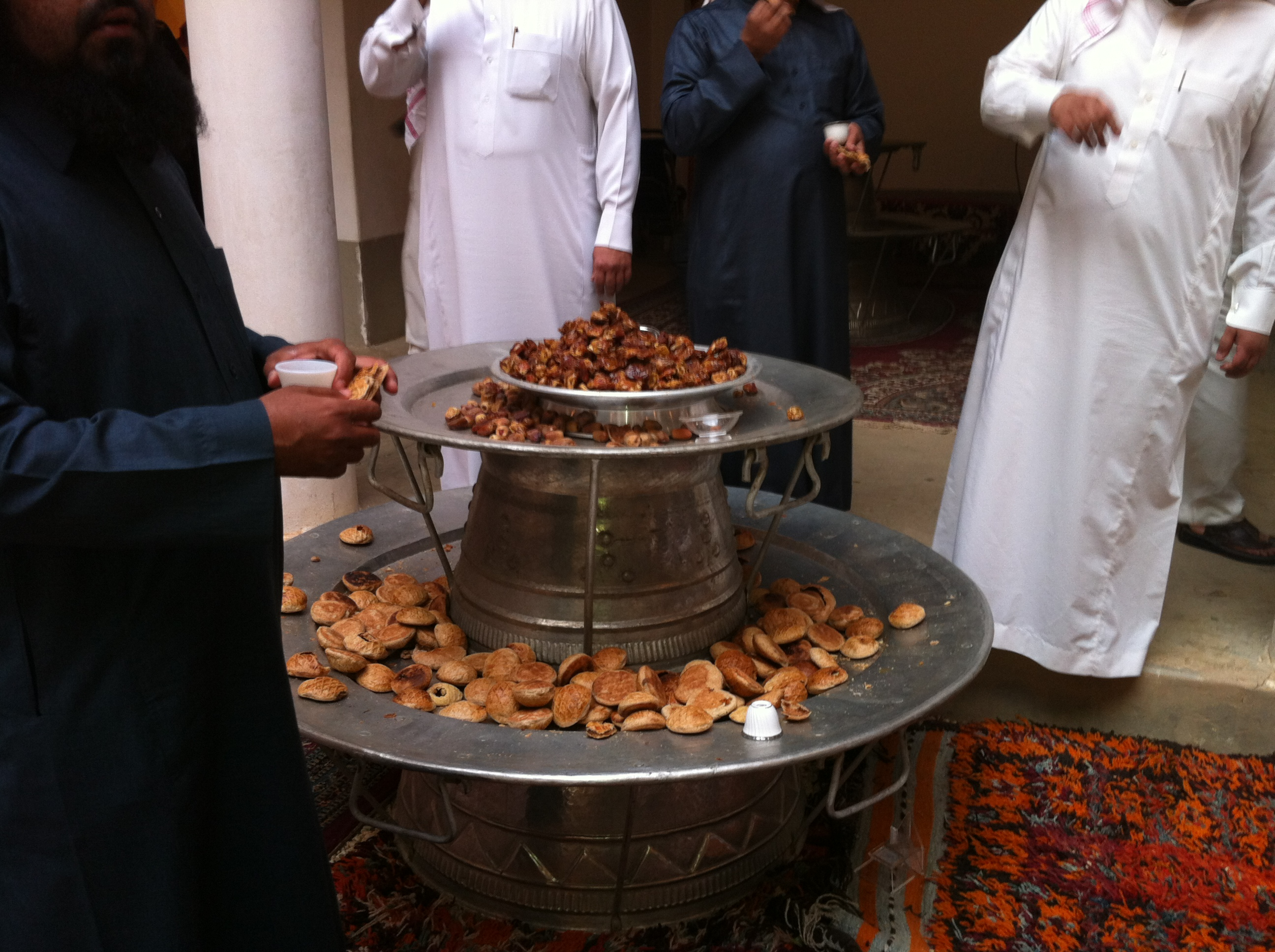